# Milana Vayntrub
Milana Aleksandrovna Vayntrub (/ˈvaɪntruːb/; en alfabeto cirílico: Милана Александровна Вайнтруб; 8 de marzo de 1987), conocida como Milana Vayntrub, es una actriz y comediante estadounidense de origen uzbeko que interpreta al personaje de Lily Adams en una serie de  anuncios de televisión para AT&T.
Vayntrub ha aparecido en cortometrajes y en la serie web Let's Talk About Something More Interesting, coprotagonizada por Stevie Nelson. Protagonizó la serie de Yahooǃ Screen Other Space. Se programó que interpretaría a Doreen Green / Squirrel Girl en la serie de televisión New Warriors, localizada en el universo cinematográfico de Marvel, pero en el 2019 la serie se canceló.

## Primeros años
Vayntrub nació en Taskent, República Socialista Soviética de Uzbekistán, y es judía. Cuando tenía dos años y medio, ella y sus padres emigraron a los Estados Unidos como refugiados, asentándose en West Hollywood.
Empezó a actuar en anuncios de Mattel Barbie a los cinco años, debido en parte a los problemas financieros de su familia.
Vayntrub acudió brevemente al Beverly Hills High School, pero lo dejó después de su segundo año, obtuvo su GED, y consiguió un Grado en Comunicación por la Universidad de California, San Diego. Estudió improvisación de comedia en el Upright Citizens Brigade Theater.

## Carrera

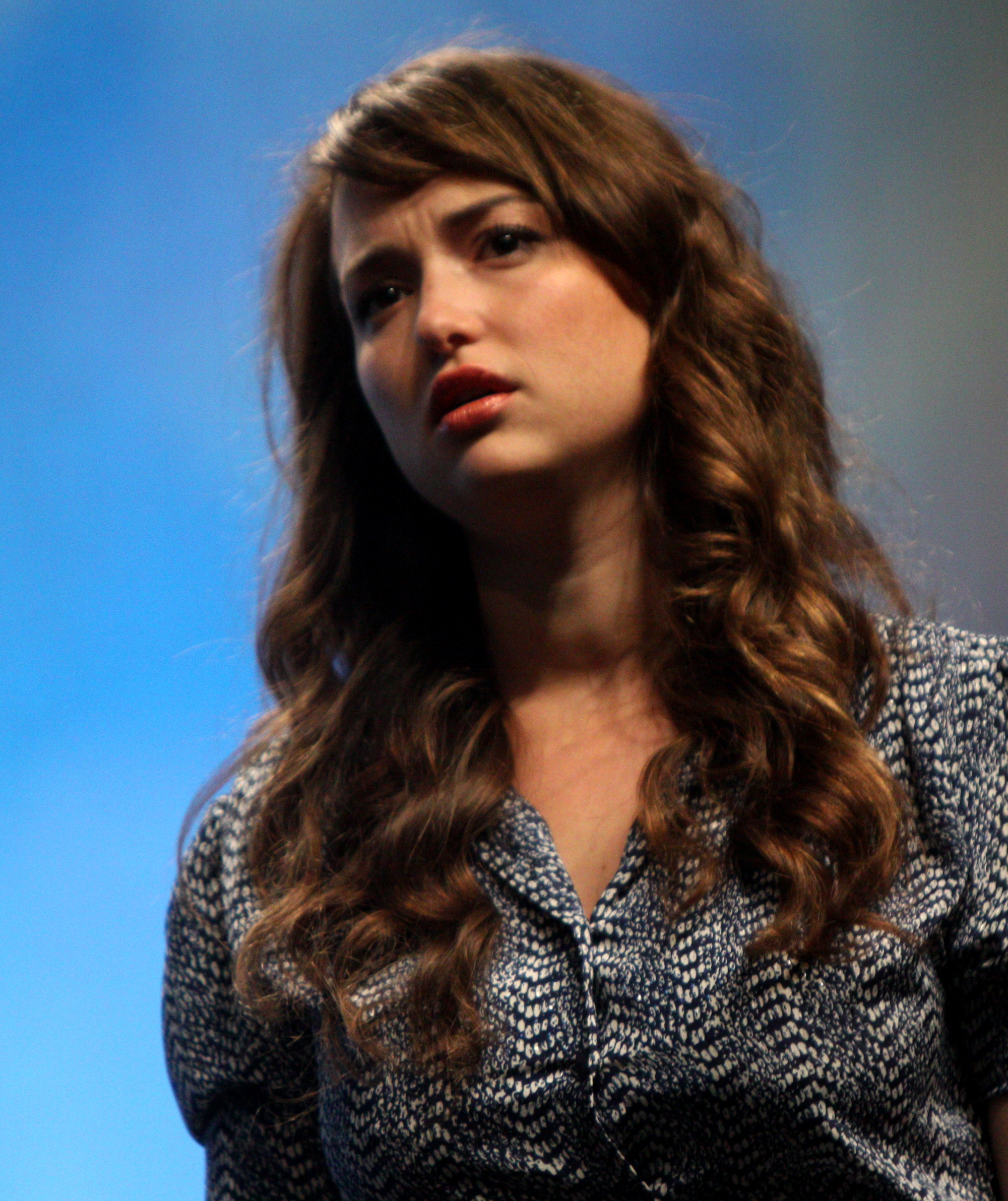
Vayntrub en VidCon en 2012

Vayntrub y Stevie Nelson se unieron para crear un canal de comedia en YouTube Live Prude Girls, donde  produjeron un gran número de cortos y la exitosa serie web Let's Talk About Something More Interesting. Live Prude Girls apareció entre los Top 100 canales de NewMediaRockstars', en el puesto número 93.
Vayntrub ha tenido pequeños papeles en el cine y en televisión, incluyendo Life Happens. También ha protagonizado varios vídeos de CollegeHumor. En 2011, Vayntrub era la líder en el vídeo musical "Teenage Tide" de Letting Up Despite Great Faults. Apareció como Tara en dos episodios de la sitcom Silicon Valley.
Desde noviembre de 2013,  ha interpretado a una vendedora llamada Lily Adams en una serie de anuncios de televisión para AT&T. También ha representado a Tina Shukshin en la serie original de Yahoo! Screen Other Space.
En enero de 2016, después de visitar Grecia y conocer a familias refugiadas que huyen de la guerra civil siria, Vayntrub cofundó una página web y un movimiento en redes sociales llamado #CantDoNothing, para destacar la crisis migratoria europea. Apareció en la serie de televisión This Is Us como Sloane Sandburg, autora y coestrella de la obra en la que Kevin Pearson aparece en Nueva York.
En julio de 2017, Vayntrub elegida para el papel principal de la superheroína de Marvel Comics Chica Ardilla en la próxima serie de televisión de Marvel New Warriors.

## Filmografía
| Año  | Título                         | Papel                | Notas        |
| ---- | ------------------------------ | -------------------- | ------------ |
| 2011 | Life Happens                   | Tanya                |              |
| 2012 | Junk                           | Natasha              |              |
| 2016 | Cazafantasmas                  | Mujer Rata del Metro |              |
| 2018 | Marvel Rising: Secret Warriors | Chica Ardilla        | Papel de voz |
| 2021 | Werewolves Within              | Cecily Moore         |              |

| Año        | Título                        | Papel                                                | Notas |
| ---------- | ----------------------------- | ---------------------------------------------------- | --- |
| 1995       | ER                            | Tatiana                                              | 3 episodios |
| 1997       | Days of Our Lives             | Joven Kristen                                        | |
| 2001–2002  | Lizzie McGuire                | Miembro del grupo #1 / Eructadora Bonita / Bailarina | 3 episodios |
| 2004       | The Division                  | Katerina Ominsky                                     | Episodio: "Acts of Desperation"                                                                                |
| 2012       | The League                    | Chica Bonita en el Bar                               | Episodio: "The Hoodie"                                                                                         |
| 2013       | Zach Stone Is Gonna Be Famous | Felcia                                               | Episodio: "Zach Stone Is Gonna Get Wild"                                                                       |
| 2013       | Food Network Star             | Llamadora en vídeo                                   | Episodio: "4th of July Live"                                                                                   |
| 2013       | Key & Peele                   | Vampiresa                                            | Episodio: "Sexy Vampires"                                                                                      |
| 2014       | House of Lies                 | Christy                                              | 2 episodios |
| 2014       | Californication               | Mala Actriz                                          | Episodio: "Like Father Like Son"                                                                               |
| 2014       | Silicon Valley                | Tara                                                 | 2 episodios |
| 2015       | Other Space                   | Tina Shukshin                                        | 8 episodios |
| 2016       | Love                          | Natalie                                              | 2 episodios |
| 2016, 2017 | @midnight                     | Ella misma                                           | 7 episodios (22 de julio, 17, 18 de agosto, 14 de diciembre & 13 de febrero de 2017, 29 & 30 de marzo de 2017) |
| 2016–2017  | This Is Us                    | Sloane Sandburg                                      | 8 episodios |
| 2018       | Robot Chicken                 | Peppa Pig / Hija Dino / Chica adolescente            | Episodio: "He's Not Even Aiming the at the Toilet"                                                             |
| TBA        | Marvel's New Warriors         | Chica Ardilla                                        | Papel principal                                                                                                |

| Año       | Título                                            | Papel                | Notas                  |
| --------- | ------------------------------------------------- | -------------------- | ---------------------- |
| 2011–2014 | CollegeHumor Originals                            | Varios               | 15 episodios           |
| 2012      | Daddy Knows Best                                  | Nancy                | Episodio: "Game Night" |
| 2015      | Wrestling Isn't Wrestling                         | The Ultimate Warrior | Corto de vídeo         |
| 2016      | Jake and Amir Present: Lonely and Horny Episode 1 | Elana                | 1 episodio             |
| 2013      | BowserVids Comedy Sketches                        | Varios               | 4 vídeos               |
| 2017      | That Moment When                                  | Jill                 | 7 episodes             |
| 2019      | Dad                                               | Diane                | 4 episodios            |

| Año  | Título           | Artista                         | Notas |
| ---- | ---------------- | ------------------------------- | ----- |
| 2007 | "Can't Be Saved" | Senses Fail                     |       |
| 2011 | "Teenage Tide"   | Letting Up Despite Great Faults |       |